# یواس‌اس هالبرت (دی‌دی-۳۴۲)
یواس‌اس هالبرت (دی‌دی-۳۴۲) (به انگلیسی: USS Hulbert (DD-342)) یک کشتی بود که طول آن ۹۵٫۸۳ متر (۳۱۴٫۴ فوت) بود. این کشتی در سال ۱۹۱۹ ساخته شد.